# Park Jin-joo
Đây là một tên người Triều Tiên, họ là Park.
Phác Chân Châu(tiếng Hàn: 박진주 Park Jin Joo, sinh ngày 24 tháng 12 năm 1988) là một nữ diễn viên người Hàn Quốc. Cô bắt đầu sự nghiệp với bộ phim truyền hình Bộ đôi đài truyền hình (2016), và Hạnh phúc bất ngờ (2016).

## Danh sách phim

### Phim truyền hình
| Năm       | Tựa phim                                                          | Vai trò                                               | Kênh          |
| --------- | ----------------------------------------------------------------- | ----------------------------------------------------- | ------------- |
| 2011–2012 | Gia đình là số một                                                | Hong Bo-hee                                           | MBC           |
| 2012      | Operation Proposal                                                | Jo Jin-joo                                            | TV Chosun     |
| 2013      | Thorn Flower                                                      | Park Nam-hee                                          | JTBC          |
| 2013      | The Memory in My Old Wallet                                       | Bạn của Soo-A                                         | KBS2          |
| 2013      | Waiting For Love                                                  | Seo Do-kyung                                          | KBS2          |
| 2013–2014 | Ruby Ring                                                         | Go So-young                                           | KBS2          |
| 2014      | Bride of the Century                                              | Oh Jin-joo                                            | TV Chosun     |
| 2014      | Her Lovely Heels                                                  | Lee Soo-young                                         | SBS Plus      |
| 2014      | Wife Scandal – The Wind Blows                                     |                                                       | TV Chosun     |
| 2014      | Đôi mắt thiên thần                                                | Kim Yoon-jeong                                        | SBS           |
| 2014      | Only Love                                                         | Bạn của Saet-byul (Khách mời)                         | SBS           |
| 2014      | Modern Farmer                                                     | Han Sang-eun                                          | SBS           |
| 2015      | The Family Is Coming                                              | Park Jin-joo (Khách mời)                              | SBS           |
| 2015      | Cô gái nhìn thấy mùi hương                                        | Ma Ae-ri                                              | SBS           |
| 2015      | My Unfortunate Boyfriend                                          | Mal-sook                                              | MBC Drama Net |
| 2015      | Yumi's Room                                                       | Heo Se-ji                                             | O'live        |
| 2015      | My Fantastic Funeral                                              | Na-rae                                                | SBS           |
| 2015      | Love Detective Sherlock K                                         | Jin-joo                                               | Naver TV Cast |
| 2016      | Webtoon Hero Toondra Show mùa 2 – The Texts of the Joseon Dynasty | Hwang Deok-jeong (15 tuổi)                            | MBC Every 1   |
| 2016      | Spark                                                             | Yang Jin-soon                                         | Naver TV Cast |
| 2016      | The Vampire Detective                                             | Nhân viên Radio (Khách mời, tập 2)                    | OCN           |
| 2016      | Dramaworld                                                        | Park Jin-joo (Khách mời, tập 1)                       | Viki          |
| 2016      | Bộ đôi đài truyền hình                                            | Y tá Oh Jin-joo                                       | SBS           |
| 2016      | Hạnh phúc bất ngờ                                                 | Han Yoo-kyung                                         | Dramax        |
| 2016      | Huyền thoại Biển xanh                                             | Y tá (Khách mời, tập 5)                               | SBS           |
| 2016      | Click Your Heart                                                  | Giáo viên Neoz                                        | Naver TV Cast |
| 2016–2017 | Tiệm may quý ông                                                  | Nhân viên tiệm cà phê (Khách mời)                     | KBS2          |
| 2017      | Super Family 2017                                                 | Gia sư của Na Ik-hee                                  | SBS           |
| 2017      | My Sassy Girl                                                     | Cô gái có tình cảm với Joon-young (Khách mời, tập 32) | SBS           |
| 2017      | Thế giới hợp nhất                                                 | Hong Jin-joo                                          | SBS           |
| 2017      | Khi nàng say giấc                                                 | Moon Hyang-mi                                         | SBS           |
| 2017      | Two Cops                                                          | Y tá Song Kyung-mi                                    | MBC           |
| 2018      | Gặp gỡ                                                            | Eun-jin                                               | tvN           |
| 2019      | Bí mật nàng fangirl                                               | Lee Seon-joo                                          | tvN           |
| 2019      | Khách sạn ma quái                                                 | Gyeong Ah (Khách mời, tập 8)                          | tvN           |
| 2020      | Điên thì có sao                                                   | Yoo Seung-jae                                         | tvN           |
| 2021      | Mùa hè yêu dấu của chúng ta                                       | Lee Sol-i                                             | SBS           |
| TBA       | Four Men                                                          | Park Hyun-soo                                         | TV Chosun     |

### Điện ảnh
| Năm  | Tựa phim                | Vai trò                                             |
| ---- | ----------------------- | --------------------------------------------------- |
| 2011 | Sunny                   | Hwang Jin-hee năm 1980                              |
| 2012 | The Sleepless           | Park In-jeong                                       |
| 2013 | Koala                   | Han Woo-ri                                          |
| 2014 | The Plan Man            | Eun-ha                                              |
| 2015 | My Sister, the Pig Lady | Mi-ja                                               |
| 2017 | Uhm Bok-dong            | Bong-seon                                           |
| 2018 | Swing Kids              | Linda                                               |
| 2018 | Sovereign Default       | Kang Yun-ju                                         |
| 2019 | Bàn tay diệt quỷ        | Nhân viên giao hàng nhà hàng Trung Quốc (Khách mời) |

### Chương trình thực tế
| Năm  | Chương trình        | Kênh | Vai trò                                                                             |
| ---- | ------------------- | ---- | ----------------------------------------------------------------------------------- |
| 2016 | King of Mask Singer | MBC  | Thí sinh "'Rain Is Falling From The Sky' Poncho Girl" (tập 81–82) Panel (tập 85–86) |

## Giải thưởng và đề cử
| Năm  | Giải thưởng                      | Thể loại                                                    | Đề cử                       | Kết quả   |
| ---- | -------------------------------- | ----------------------------------------------------------- | --------------------------- | --------- |
| 2017 | Giải thưởng phim truyền hình SBS | Nữ diễn viên phụ xuất sắc nhất                              | Thế giới hợp nhất           | Đoạt giải |
| 2021 | Giải thưởng phim truyền hình SBS | Nữ diễn viên xuất sắc hạng mục phim ngắn tập (hài/lãng mạn) | Mùa hè yêu dấu của chúng ta | Đề cử     |

## Liên kết
- Park Jin-joo trên Instagram
- Park Jin-joo tại Korean Movie Database
- Park Jin-joo trên HanCinema